# 大师姑城址
大师姑城址位于河南省荥阳市广武镇大师姑村和杨寨村南地的索河二级台地上。城址始建于二里头文化二、三期之交，在二里头文化三期早段之前进行过大规模续建，约在二里头文化四期偏晚阶段至二里岗下层偏早阶段之间被废弃。
关于大师姑城址的性质，学术上依然有争论。有研究认为其二里头城址有可能是夏王朝的东方军事重镇，有研究则认为其为是韦、顾等方国的都城，也有研究认为其为昆吾国都城。

## 现状
大师姑城址由城垣和城壕两部分组成。城垣距现地表深度不一，一般在1米左右。已发现的部分为南墙西段、南墙东段的部分地段、东墙北段、西墙北段和北墙西段。城壕位于夯土城垣外侧，距夯土城垣约6米左右。现存深度在2至2.8米之间。

## 考古发现
城址内部二里头文化遗存丰富，已发掘出土有夯土房址、灰坑、窖穴、灰沟等多处遗迹，出土有青铜工具、玉钺、玉杯，大量的石制生产工具和陶制生活用具。在城址中部发掘出土有成片倒塌的夯土墙体和大量陶排水管道，显示在城址内部存在有规格较高的大型建筑。城址内商朝早期的文化遗存也很丰富，发现有二里岗期的大型环壕，说明这里在二里岗期仍是一处重要的聚落遗址。在城址的东北角还发现有二里岗文化的墓地。